# Torneo de las Cinco Naciones 1972
El Torneo de las Cinco Naciones de 1972 fue la 78° edición del principal Torneo del hemisferio norte de rugby.
El campeonato se declaró desierto debido a que no se jugaron dos partidos. Los que debían jugarse en Dublín fueron suspendidos debido a la situación política en Irlanda del Norte.

## Clasificación
| Lugar | Selección  | Partidos | Partidos | Partidos  | Partidos | Puntos  | Puntos    | Puntos | Tabla de puntos |
| Lugar | Selección  | Jugados  | Ganados  | Empatados | Perdidos | A favor | En contra | dif.   | Tabla de puntos |
| ----- | ---------- | -------- | -------- | --------- | -------- | ------- | --------- | ------ | --------------- |
| 1     | Gales      | 3        | 3        | 0         | 0        | 67      | 21        | +46    | 6               |
| 2     | Irlanda    | 2        | 2        | 0         | 0        | 30      | 21        | +9     | 4               |
| 3     | Escocia    | 3        | 2        | 0         | 1        | 55      | 53        | +2     | 4               |
| 4     | Francia    | 4        | 1        | 0         | 3        | 61      | 66        | -5     | 2               |
| 5     | Inglaterra | 4        | 0        | 0         | 4        | 36      | 88        | -52    | 0               |

## Resultados
| 15 de enero | Escocia | 20 - 9 | Francia | Estadio Murrayfield, Edimburgo |  |

| 15 de enero | Inglaterra | 3 - 12 | Gales | Twickenham Stadium, Londres |  |

| 29 de enero | Francia | 9 - 14 | Irlanda | Stade Olympique Yves-du-Manoir, Colombes |  |

| 5 de febrero | Gales | 35 - 12 | Escocia | Cardiff Arms Park, Cardiff |  |

| 12 de febrero | Inglaterra | 12 - 16 | Irlanda | Twickenham Stadium, Londres |  |

| 26 de febrero | Irlanda | Cancelado | Escocia | Lansdowne Road, Dublín |  |

| 26 de febrero | Francia | 37 - 12 | Inglaterra | Stade Olympique Yves-du-Manoir, Colombes |  |

| 26 de febrero | Irlanda | Cancelado | Gales | Lansdowne Road, Dublín |  |

| 18 de marzo | Escocia | 23 - 9 | Inglaterra | Estadio Murrayfield, Edimburgo |  |

| 25 de marzo | Gales | 20 - 6 | Francia | Cardiff Arms Park, Cardiff |  |

## Premios especiales
- Copa Calcuta:  Escocia